# 雲林縣西螺鎮文昌國民小學
雲林縣西螺鎮文昌國民小學，簡稱文昌國小，是位於台灣雲林縣西螺鎮的一所縣立國民小學。截至2022年8月設有國小普通班35班（含5、6年級體育班各1班），資源班1班。目前有棒球、羽球、桌球等校隊社團。